# Giải thưởng Cống hiến cho album của năm
Giải thưởng Cống hiến cho Album của năm là giải thưởng do báo Thể thao & Văn hóa trao tặng cho đối tượng là "album được phát hành tại Việt Nam (phát hành bằng đĩa vật lý), có 1 trong những yếu tố Việt Nam sau đây: Bài hát Việt Nam, nhạc hòa tấu Việt Nam, nhạc ngoại lời Việt, nhạc Việt lời bằng tiếng nước ngoài, ca sĩ, nghệ sĩ Việt Nam. (Nếu bài hát (bài hòa tấu) Việt Nam là yếu tố Việt Nam duy nhất, bắt buộc album phải có số lượng 70% bài hát (bài hòa tấu) Việt Nam trở lên)."
Album của năm là một trong những hạng mục chung cùng với Chương trình của năm, Nhạc sĩ của năm và Ca sĩ của năm được trao hàng năm kể từ Giải Âm nhạc Cống hiến thường niên được tổ chức lần đầu tiên vào năm 2005.

## Giải thưởng và đề cử

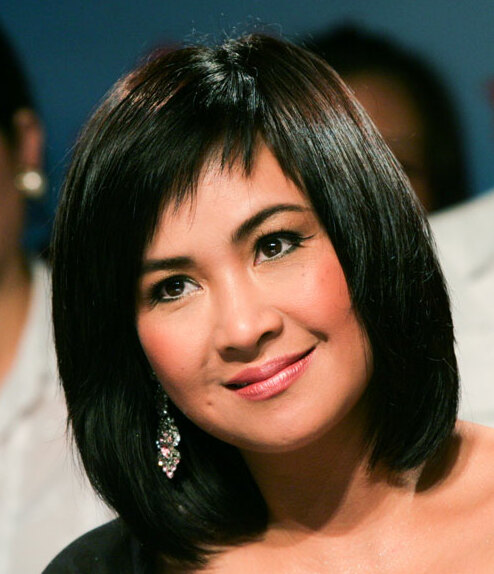
Ru mãi ngàn năm của NSND Thanh Lam là album đầu tiên đạt giải thưởng Album của năm tại Giải thưởng Âm nhạc Cống hiến. Ngoài ra trong suốt lịch sử lễ trao giải, cô còn nhận thêm 4 đề cử Album của năm khác.

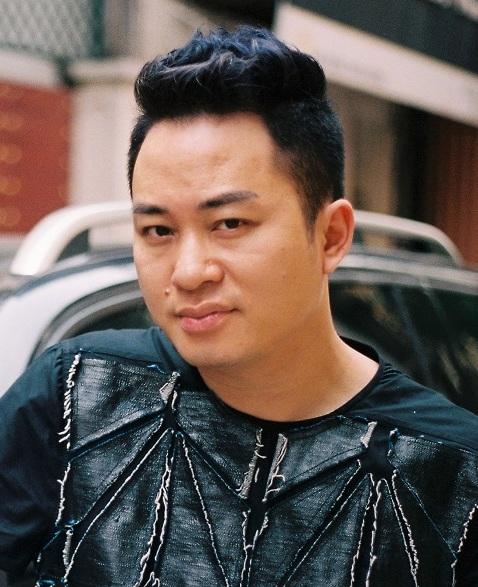
Tùng Dương có 4 album giành chiến thắng Album của năm trong tổng số 7 album được đề cử.

| Năm                                                                 | Album                           | Nghệ sĩ | Ghi chú |
| Lần 0 (2005)                                                        |                                 | |         |
| ------------------------------------------------------------------- | ------------------------------- | --- | ------- |
| Lần 0 (2005)                                                        | Ru mãi ngàn năm                 | Thanh Lam |         |
| Lần 0 (2005)                                                        | Thanh Lam & Hà Trần             | Thanh Lam & Hà Trần |         |
| Lần 0 (2005)                                                        | Chạy trốn                       | Tùng Dương |         |
| Lần 0 (2005)                                                        | Cánh cung                       | Đỗ Bảo |         |
| Lần 1 (2006)                                                        |                                 | |         |
| Chat với Mozart                                                     | Mỹ Linh                         | |         |
| Đôi mắt người Sơn Tây                                               | Đức Tuấn                        | |         |
| Hoàng hôn thức giấc                                                 | Mỹ Tâm                          | |         |
| Nắng lên                                                            | Thanh Lam                       | |         |
| Sôcôla                                                              | Đoan Trang                      | |         |
| Thương một người                                                    | Phương Thanh                    | |         |
| Và em đã yêu                                                        | Hồ Ngọc Hà                      | |         |
| Lần 2 (2007)                                                        |                                 | |         |
| Đối thoại 06                                                        | Hà Trần                         | |         |
| Ru rừng                                                             | Trần Mạnh Tuấn                  | |         |
| Suối & cỏ                                                           | Nguyên Thảo                     | |         |
| Thiên đàng                                                          | Thu Minh                        | |         |
| Vút bay                                                             | Mỹ Tâm                          | |         |
| Lần 3 (2008)                                                        |                                 | |         |
| Những ô màu khối lập phương                                         | Tùng Dương                      | |         |
| Cánh mặt trời                                                       | 5 Dòng Kẻ                       | |         |
| Giáng Son                                                           | Giáng Son                       | |         |
| Vì ta cần nhau                                                      | Hồng Nhung & Quang Dũng         | |         |
| Tái sinh                                                            | UnlimiteD                       | |         |
| Lần 4 (2009)                                                        |                                 | |         |
| Thời gian để yêu                                                    | Đỗ Bảo                          | |         |
| Bóng tối ly cà phê                                                  | Lê Thanh Hải                    | |         |
| Kiếp nào có yêu nhau                                                | Đức Tuấn                        | |         |
| Trần Tiến                                                           | Hà Trần                         | |         |
| Trở lại                                                             | Mỹ Tâm                          | |         |
| Lần 5 (2010)                                                        |                                 | |         |
| Music of the Night                                                  | Đức Tuấn                        | |         |
| Mù tạt                                                              | Tinna Tình                      | |         |
| Nơi bình yên                                                        | Thanh Lam                       | |         |
| Saigon Radio                                                        | Hà Anh Tuấn                     | |         |
| Lần 6 (2011)                                                        |                                 | |         |
| Li ti                                                               | Tùng Dương                      | |         |
| Những tình khúc Phú Quang                                           | Tấn Minh                        | |         |
| Bây giờ... biển mùa đông                                            | Đức Tuấn                        | |         |
| Cock-tail                                                           | Hà Anh Tuấn                     | |         |
| Bộ đội                                                              | Thái Thùy Linh                  | |         |
| Lần 7 (2012)                                                        |                                 | |         |
| Tóc ngắn Acoustic: Một ngày                                         | Mỹ Linh                         | |         |
| Body Language                                                       | Thu Minh                        | |         |
| Đường về                                                            | Quái Vật Tí Hon                 | |         |
| Lê Cát Trọng Lý                                                     | Lê Cát Trọng Lý                 | |         |
| Vòng tròn                                                           | Hồng Nhung                      | |         |
| Lần 8 (2013)                                                        |                                 | |         |
| Classic Meets Chillout                                              | Phạm Thu Hà                     | |         |
| Country Rock                                                        | Tạ Quang Thắng                  | |         |
| Giấc mơ tôi                                                         | Uyên Linh                       | |         |
| Tuổi 25                                                             | Lê Cát Trọng Lý                 | |         |
| Lần 9 (2014)                                                        |                                 | |         |
| Cánh cung 3: Chuyện của mặt trời, chuyện của chúng ta               | Đỗ Bảo & Hà Trần                | |         |
| Độc đạo                                                             | Tùng Dương & Nguyên Lê          | |         |
| Cánh diều lạc phố                                                   | Nguyễn Đình Thanh Tâm           | |         |
| Yếm đào xuống phố                                                   | Tân Nhàn                        | |         |
| Song hành                                                           | Onno Krijn & Ngô Hồng Quang     | |         |
| Yêu                                                                 | 5 Dòng Kẻ                       | |         |
| Lần 10 (2015)                                                       |                                 | |         |
| Khởi hành                                                           | Nguyễn Trần Trung Quân          | |         |
| Một tôi rất mới                                                     | Tạ Quang Thắng                  | |         |
| Đại lộ đón gió                                                      | Thảo Trang                      | |         |
| Gặp tôi mùa rất đông                                                | Nguyễn Đình Thanh Tâm           | |         |
| Nghe                                                                | Phạm Anh Khoa                   | |         |
| Lần 11 (2016)                                                       |                                 | |         |
| Bóng tối Jazz                                                       | Giáng Son, Hà Trần & Tùng Dương | |         |
| Những bài ca không quên                                             | Đức Tuấn                        | |         |
| Phá                                                                 | Phạm Anh Khoa                   | |         |
| Streets Rhythm                                                      | Hà Anh Tuấn                     | |         |
| Lần 12 (2017)                                                       |                                 | |         |
| Bản nguyên                                                          | Hà Trần                         | |         |
| Đinh Hương Sings the Golden Oldies                                  | Đinh Hương                      | |         |
| Gửi người yêu cũ                                                    | Hồ Ngọc Hà                      | |         |
| Thằng Cuội                                                          | Trần Mạnh Tuấn                  | |         |
| Trong                                                               | Nguyễn Thu Hằng                 | |         |
| Lần 13 (2018)                                                       |                                 | |         |
| Tâm 9                                                               | Mỹ Tâm                          | |         |
| Không sao về bắt đầu                                                | Lê Cát Trọng Lý                 | |         |
| Ngài                                                                | Khánh Linh                      | |         |
| Phố à, phố ơi...                                                    | Hồng Nhung                      | |         |
| Portrait                                                            | Uyên Linh                       | |         |
| Lần 14 (2019)                                                       |                                 | |         |
| Chat với Mozart, Vol II                                             | Mỹ Linh                         | |         |
| Dramatic                                                            | Bích Phương                     | |         |
| Saigon Feel: Hồ Trung Dũng Meets Võ Thiện Thanh                     | Hồ Trung Dũng                   | |         |
| Thiên thần sa ngã                                                   | Bùi Lan Hương                   | |         |
| Stardom                                                             | Vũ Cát Tường                    | |         |
| Đức Tuấn Phú Quang in Symphony: Hà Nội và em khi thu chớm đông sang | Đức Tuấn                        | |         |
| Lần 15 (2020)                                                       |                                 | |         |
| Hoàng                                                               | Hoàng Thùy Linh                 | |         |
| Chung 36                                                            | Nguyễn Văn Chung                | |         |
| Inner Me                                                            | Vũ Cát Tường                    | |         |
| Nhìn lại                                                            | Ngô Hồng Quang                  | |         |
| Moon                                                                | Phạm Thùy Dung                  | |         |
| 3 (tuyển tập nhạc Ngọt mới trẻ sôi động)                            | Ngọt                            | |         |
| Lần 16 (2021)                                                       |                                 | |         |
| Human                                                               | Tùng Dương                      | |         |
| Yesteryear                                                          | Phùng Khánh Linh                | |         |
| Hôm qua, hôm nay và sau này                                         | Nguyên Hà                       | |         |
| Khanh Linh’s Journey                                                | Khánh Linh                      | |         |
| Dreamee                                                             | Amee                            | |         |
| Nơi gặp gỡ tình yêu                                                 | Thanh Lam                       | |         |
| Lần 17 (2023)                                                       |                                 | |         |
| Link                                                                | Hoàng Thùy Linh                 | |         |
| Citopia                                                             | Phùng Khánh Linh                | |         |
| Cong                                                                | Tóc Tiên                        | |         |
| Make It Together                                                    | Đinh Mạnh Ninh                  | |         |
| Một vạn năm                                                         | Vũ.                             | |         |
| Lần 18 (2024)                                                       |                                 | |         |
| Minh tinh                                                           | Văn Mai Hương                   | 5 album trong danh sách top 10 nhưng không lọt vào đề cử chính thức gồm: Ai cũng phải bắt đầu từ đâu đó (Hieuthuhai), Cái đầu tiên (Thắng), Loi choi: The Neo Pop Punk (Wren Evans), Như chưa bắt đầu (Đức Trí) và Sing my Sol (Giáng Son). |         |
| A Diary of Melody                                                   | Hoàng Quyên                     | 5 album trong danh sách top 10 nhưng không lọt vào đề cử chính thức gồm: Ai cũng phải bắt đầu từ đâu đó (Hieuthuhai), Cái đầu tiên (Thắng), Loi choi: The Neo Pop Punk (Wren Evans), Như chưa bắt đầu (Đức Trí) và Sing my Sol (Giáng Son). |         |
| Ái                                                                  | Tlinh                           | 5 album trong danh sách top 10 nhưng không lọt vào đề cử chính thức gồm: Ai cũng phải bắt đầu từ đâu đó (Hieuthuhai), Cái đầu tiên (Thắng), Loi choi: The Neo Pop Punk (Wren Evans), Như chưa bắt đầu (Đức Trí) và Sing my Sol (Giáng Son). |         |
| Ozone                                                               | OPlus                           | 5 album trong danh sách top 10 nhưng không lọt vào đề cử chính thức gồm: Ai cũng phải bắt đầu từ đâu đó (Hieuthuhai), Cái đầu tiên (Thắng), Loi choi: The Neo Pop Punk (Wren Evans), Như chưa bắt đầu (Đức Trí) và Sing my Sol (Giáng Son). |         |
| Vũ trụ cò bay                                                       | Phương Mỹ Chi                   | 5 album trong danh sách top 10 nhưng không lọt vào đề cử chính thức gồm: Ai cũng phải bắt đầu từ đâu đó (Hieuthuhai), Cái đầu tiên (Thắng), Loi choi: The Neo Pop Punk (Wren Evans), Như chưa bắt đầu (Đức Trí) và Sing my Sol (Giáng Son). |         |
| Lần 19 (2025)                                                       |                                 | |         |
| Bật nó lên                                                          | Soobin                          | |         |
| Cam'on                                                              | Orange                          | |         |
| Bảo tàng của nuối tiếc                                              | Vũ.                             | |         |
| Multiverse                                                          | Tùng Dương                      | |         |
| Nụ cười                                                             | Nguyên Thảo                     | |         |